# Slănic, Argeș
Slănic, știut și sub numele de Slănic-Muscel, este un sat în comuna Aninoasa din județul Argeș, Muntenia, România.

## Date geografice
Slănic (Muscel) este un sat în comuna Aninoasa din județul Argeș, Muntenia, România. Se află la jumătatea drumului dintre Câmpulung și Curtea de Argeș, la 22 km față primul și la 30 km față de cel de-al doilea oraș. Slănic se învecinează la est cu comuna  Berevoești (5 km), la sud-vest cu comuna  Domnești (5 km) si la sud cu Valea Siliștii (5 km) din aceiași comună, Aninoasa. Pe cărări ocolite ce trec prin pădure pe lângă  Schitul Slanic se poate ajunge la vest și nord-vest în satele  Stănești sau Corbi si mai departe spre  Nucșoara.
La nord de satul Slănic se găsesc munții Jupâneasa, Portăreasa și Iezer-Păpușa. Satul a fost cândva sat de graniță cu Imperiul Austro-Ungar, chiar dacă hotarul real (fizic) cu imperiul se află la 20-25 km spre nord pe culmea munților Iezer și Făgăraș.
Satul se află în totalitate pe segmentul nordic al râului Slănic, care se desparte la nord de sat în afluenții Slănicul Sec și Slănicul Mare în punctul numit Între Slănice. Râul Slanic se varsă la sud în râul Bratia la Aninoasa.
Atât pe Slănicul Sec cât și pe Slănicul Mare există drumuri forestiere suficient de bune pe timp de vară pentru mașină.
De pe Slănicul Mare putem ajunge în dreapta (est) peste munte (3km), pe potecă, pe valea Bratiei la Râușor.

## Mănăstirea Slănic
La nord de satul Slănic se află Mănăstirea Slănic numită de localnici si Schitul Slănic (La Schit) deoarece această mănăstire s-a dezvoltat în ultimii 50 de ani pe locul unde s-a aflat Schitul Slănic. Alte detalii aici.

### Acces
La Mănăstirea Slănic se ajunge pe jos sau cu mașina: 
1. Pe jos: ajungem din Slănic pe jos (3-4 km) prin pădure pe una din cele 3 poteci cunoscute de localnici (Malul Nebunului, Valea Turbată, Poiana lui Frate).
2. Cu mașina: pe drumul forestier din muchea Domneștilor, la jumătatea distanței între Slănic si Domnești, este o troiță și un indicator către Mănăstirea Slănic. Vezi pe Google Maps aici.

## Denumirea localității Slănic
Numele de Slanic vine de la o mică exploatare de sare (izvor de apă sarată mai bine zis) care a existat în perioada 1700-1900 undeva în pădurea din nordul satului.

## Istoric

### Atestări documentare sec. XVI-XVIII
Slanicul actual se află pe vatra fostului sat din evul mediu numit Slănicul de Sus, atestat probabil din cca. 1532. A existat și Slănicul de Jos, care este actualul sat Valea Siliștii din comuna Aninoasa.

#### Slănicul (de Sus)
Primele informații despre așezările umane au apărut atunci când "ocinele" au trecut de la un proprietar la altul prin "vânzări, danii" ori "întăriri" asupra unor moșii din partea voievodului. Deși satele din jur deveniseră dependente de mari proprietari (boieri sau mănăstiri), moșnenii slăniceni au rezistat, păstrându-și independența. Acesta este motivul pentru care "Slănicul apare în documente mai târziu".
NOTĂ despre ocine: „În cazul în care coborâtorii strămoșului comun trăiesc în indiviziune, proprietatea moștenită se numește proprietate devălmașă și acest mod de stăpânire poate dura diferit, de la un stăpân la altul. Aceasta este proprietatea moștenită, numită ocină, baștină sau deadină în Țara Românească și Moldova iar în regatul Ungariei este numită proprietate de sălaș, derivată din ocuparea teritoriului prin descălecat (descensus) [...] Odată cu apariția proprietății donative, condiționată de slujbă către rege sau domnie, proprietatea dobândită prin moștenire, în cazul țăranilor și în opoziție cu cea dintâi, nu numai că este desemnată prin aceeași termeni de ocină sau baștină (însemnând proprietatea dobândită prin moștenire de la tată sau de la moș), dar de regulă este devălmașă. Titularii acesteia aveau din hotarul comun al satului o cotă parte, calculată în funcție de gradul de rudenie față de strămoșul comun, ce purta diferite denumiri, precum jireabii, pământ, trup, cut, pricutcami, ciast etc.“
În hrisovul din 29 decembrie 1532, emis în cancelaria voievodului Vlad Vintilă, prin care îi sunt întărite proprietăți lui Vlaicu clucer cu frații și nepoții lui, este menționat ca vecin și Slănicul: „ca să le fie satul, anume Năpârtenii toți […]. Și să le fie în Berivoești și în Drăgăneștii de la Slănic a treia parte“. Toponimul Drăgana de astăzi credem că are legătură cu „Drăgăneștii de la Slănic“, adică de lângă Slănic, acesta definind partea de răsărit a satului Slănic, hotar cu Berevoieștii Ungureni.
Deși mențiunea nu se referă direct la satul Slănic, dar având în vedere că toponimul Drăgana desemnează o zonă departe de Slănicul de Jos, credem că nu greșim dacă socotim data de 29 decembrie 1532 ca prima atestare documentară a satului.
Hrisovul din 21 aprilie 1599, emis în cancelaria lui Mihai Viteazul, menționează doi martori: „Știrbin și Stoian din Slănicul de Sus“, acesta fiind primul document care menționează explicit satul Slănicul de Sus, pentru a-l deosebi de cel de jos.
Și documentele din 16 aprilie 1613, 29 ianuarie 1630, 5 august 1634 ș.a. menționează simplu Slănic , dar după conținut este vorba despre Slănicul de Sus. Însă documentele din 26 noiembrie 1636, 20 aprilie 1638, 15 mai 1644, 25 aprilie 1656 fac referiri explicite la Slănicul de Sus, aflat în situația de vecin al altor sate, sau menționând martori din acest sat cu ocazia încheierii unor tranzacții.
Documentul din 20 decembrie 1742 este primul care se referă la vânzarea de proprietate între „moșnenii slăniceni“.
Catagrafia din anul 1774 menționează satul Slănic, adică cel de Sus, făcându-se precizarea că se afla pe proprietate moștenească. Și harta Țării Românești, întocmită de colonelul austriac Specht, în anii 1790 și 1791, menționează satul Slănic, așezat pe partea dreaptă a pârâului Slănic însă și câteva case pe stânga pârâului, la nord de drumul ce leagă Câmpulungul de Curtea de Argeș.

### Istorie regională, migrația dinspre Ardeal, arhive
Slănicul nu poate fi studiat singur. Pentru a înțelege bine istoria satului Slanic trebuiesc studiate în paralel date istorice despre comuna Aninoasa si comuna Domnești, deoarece Slănic a fost atât de sine stătător, dar a aparținut o perioadă lunga și de Domnești, iar apoi de Aninoasa. În evul mediu, toate asezările sunt menționate în documentele scrise cu denumirea de sate. În catagrafia din anul 1774 Slănicul este menționat ca sat, aparținător de plaiul Nucșoara, împreună cu satele Nucșoara, Corbi, Poenărei, Corbșori, Stănești, Berevoiești și Albești. 
Oamenii au migrat dintr-un sat într-altul prin căsătorie sau din interes, prin cumpărarea de pamânturi în satul vecin. Timp de foarte mulți ani, la Domnești a funcționat Judecătoria rurală Domnești, care deține în arhiva sa piese deosebite aflate acum la Arhivele Naționale Pitești, cum ar fi: acte de proprietate, acte de vânzare-cumpărare, ipoteci, dote, convenții sau pricini între vecini ș.a.m.d. Din toate aceste acte aflăm cine au fost stramoșii locuitorilor de azi din Slănic. 
Un document de arhivă deosebit despre Slănic de pe site-ul C. J. Argeș poate fi găsit aici.
Deși și în Slănic avem strămoși veniți acum peste 100 ani de peste munte din Țara Făgărașului sau zona Sibiu, Slănic este printre puținele "sate de graniță" care nu are un cătun (grup compact de case) numit Ungureni, așa cum are comuna vecină Berevoești sau la Galeșu din comuna Brăduleț Argeș, „[...] unde s-au stabilit aici după 1750 mai multe familii de etnici români din Mărginimea Sibiului, unde există un sat cu același nume (Galeș) atestat din secolul al XIII-lea“. În cătunele numite Ungureni se aflau majoritar refugiați din Țara Ungurească, adică de peste munte, veniți între 1700-1900 pe cărări cunoscute doar de ciobani. Tot în aceste sate care dețin un cătun numit Ungureni vom găsi aproape obligatoriu un cătun numit Pamânteni, în care băștinașii erau majoritari. „Ungurenii“ sunt de cel puțin două proveniențe (categorii):
1. majoritar blonzi (uneori puțin roșcat) ca semn distinctiv al fizionomiei, deoarece au origini săsești (germanice).
2. persoane șatene sau brunete, dar cu un nas coroiat ca semn distinctiv al fizionomiei.

Domnitorii din evul mediu si chiar până la 1918 si apoi până la 1944 au acordat privilegii boierilor si drepturi materiale sătenilor din Slănic pentru exploatarea pădurilor aflate la nord de sat. În schimb aceștia trebuiau sa fie vigilenți la apariția tâlharilor, hoților, sau a persoanelor necunoscute venite din „Țara Ungurească“ si trebuiau să asigure paza localităților prin patrule si servicul de strajă. Pentru detalii a se vedea „Obștea Moșnenilor Slăniceni“ reânființată de fii satului după 1995 (detalii aici).
Mărturii despre faptul ca mulți români din Ardeal au trecut munții si s-au stabilit în acele cătune numite Ungureni din Slănic sau  Berevoești, le găsim în documentele publicate de Muzeul Județean Argeș „Argesis“.

## Ocupația locuitorilor
Până în anii '90, în muchea Berevoiești a existat Mina de cărbune Slănic (lignit), în care se lucra în 3 schimburi. Carbunele se transporta cu funicularul către Schitu Golești. Această mina a fost închisa, împreună cu toate minele din zonă.
În perioada 1960-1995 locuitorii din Slănic făceau naveta la una din fabricile din Câmpulung sau la UAP (Dacia Pitești). Au existat și un CAP și un IAS. După 1991 CAP-ul și IAS-ul au fost desființate, iar pamânturile au fost retrocedate foștilor proprietari sau moștenitorilor acestora.
Azi există doar câteva locuri de munca în sat, la școală, biserică, „Obștea Moșnenilor Slăniceni“, doua mici ateliere de prelucrare a lemnului și trei mici magazine.
Ocupatia principală azi sunt creșterea oilor, caprelor, și a vacilor de lapte, cositul fânului și întreținerea livezilor de pruni si meri. Există două poverni oficiale pentru țuică (de 29 grade). Prunii și merii sunt foarte bătrâni (peste 50 ani) și nu mai rodesc corespunzător. Sunt puțini localnici care și-au permis să sădească pomi fructiferi noi, știind că atât prunul cât și mărul nu mai dau randament după 50 de ani.
Daca în 1990 existau doar câteva case de romi rudari la nord pe valea Slănicului, azi în nordul satului există o comunitate destul de numeroasă de romi rudari. 

## Personalități locale
- Dejan, Constantin C. (1916-1996) - preot cărturar, sociolog, a avut contribuții în realizarea Muzeului Satului din București. Din opera sa amintim lucrările: „Istorioare duhovnicești”, „Repere spirituale pentru creștinul adevărat”, „Pași spre Țara veșniciei”, precum și studii referitoare la unele monumente de arhitectură (Biserica de lemn Drăguțești), și la personalități locale, în speță folcloristul C. Rădulescu- Codin.
- Mavrodin, Teodor N. (n. 1936), născut în satul Slănic. Cu siguranță ca lui îi datorăm 90% din informațiile de pe acest site despre Slănic și Aninoasa. A lucrat ca muzeograf la Complexul Muzeal Golești-Argeș (1967-1978), și ca director al Arhivelor Naționale - Direcția Județului Argeș (1978-2000). A publicat mai multe volume, dintre care menționăm: „Argeș - ghid turistic al județului”, „Argeș - județele patriei- monografie”, „Câmpulung, mic îndreptar turistic”, „Îndrumător în Arhivele Statului. Județul Argeș”, „Pitești - Mărturii documentare, 1388-1944”, „România. Viața politică în documente”, „Istoria Primăriei Pitești”, „Mareșalul Antonescu întemnițat la Moscova”, „Masoneria română văzută de un mason”, „Episcopia Argeșului”, „Comuna Leordeni, județul Argeș. File de cronică”, de asemenea a publicat numeroase studii și articole și a participat la mai multe consfătuiri interne și internaționale, referitoare la probleme arhivistice.